# Boechera atrorubens
Boechera atrorubens là một loài thực vật có hoa trong họ Cải. Loài này được (Suksd. ex Greene) Windham & Al-Shehbaz mô tả khoa học đầu tiên năm 2006.